# 须海雀
鬚海雀（学名：Aethia pygmaea），是鸻形目海雀科的一种鸟类。
鬚海雀体重约112克，翼长约112.2毫米，嘴峰长约15.9毫米，喙宽度约4.9毫米，喙厚度约7.3毫米，跗蹠长约22.6毫米，尾长约31.2毫米。鬚海雀是候鸟，其栖息在开放的海洋及海岛环境中，食性为肉食性，主要食物来源是水生动物。
鬚海雀分布于繁殖于东西伯利亚和阿留申群岛；冬季南至日本。该物种是单型物种，没有亚种分化。